# 웨이크필드 (미시간주)

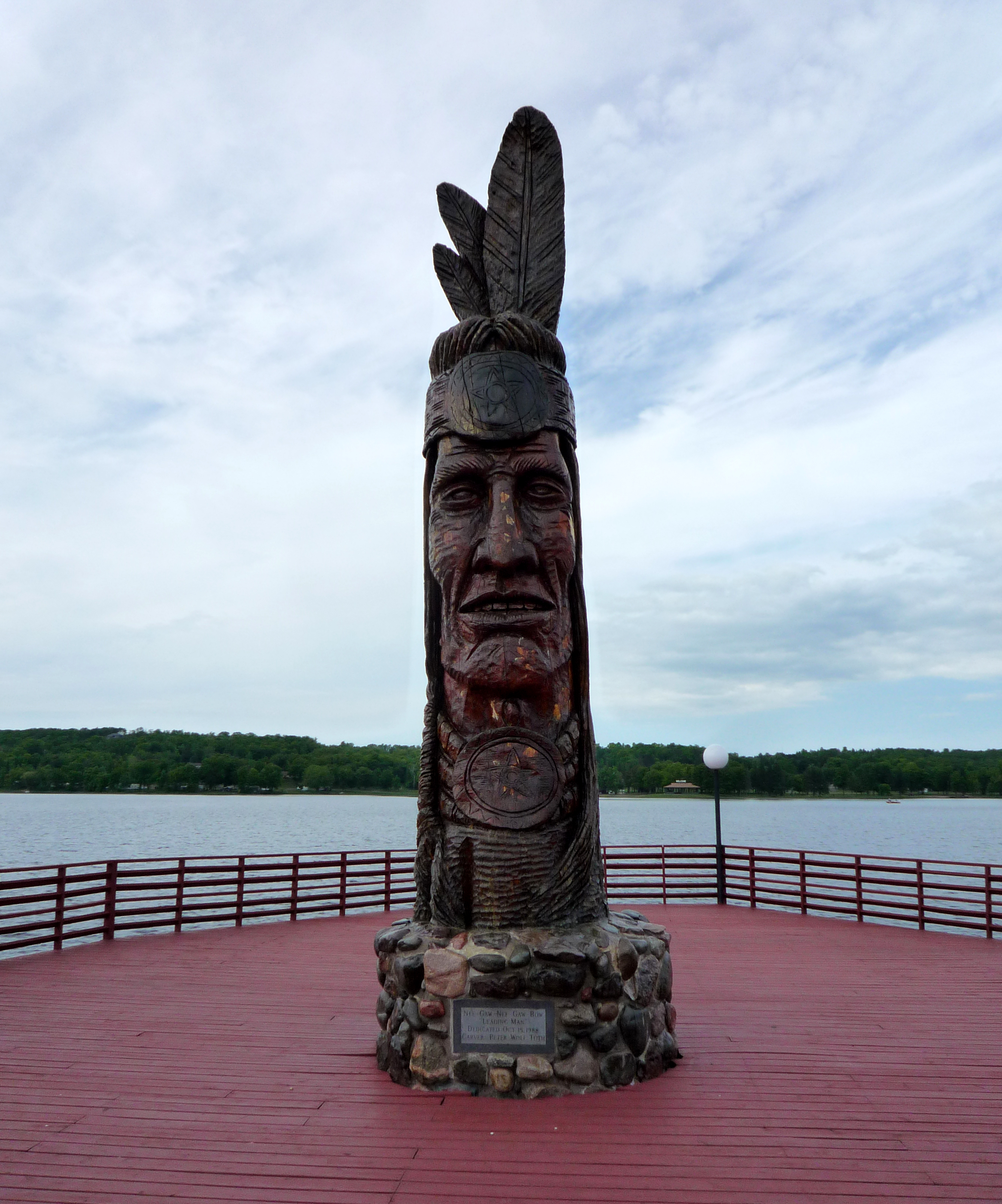

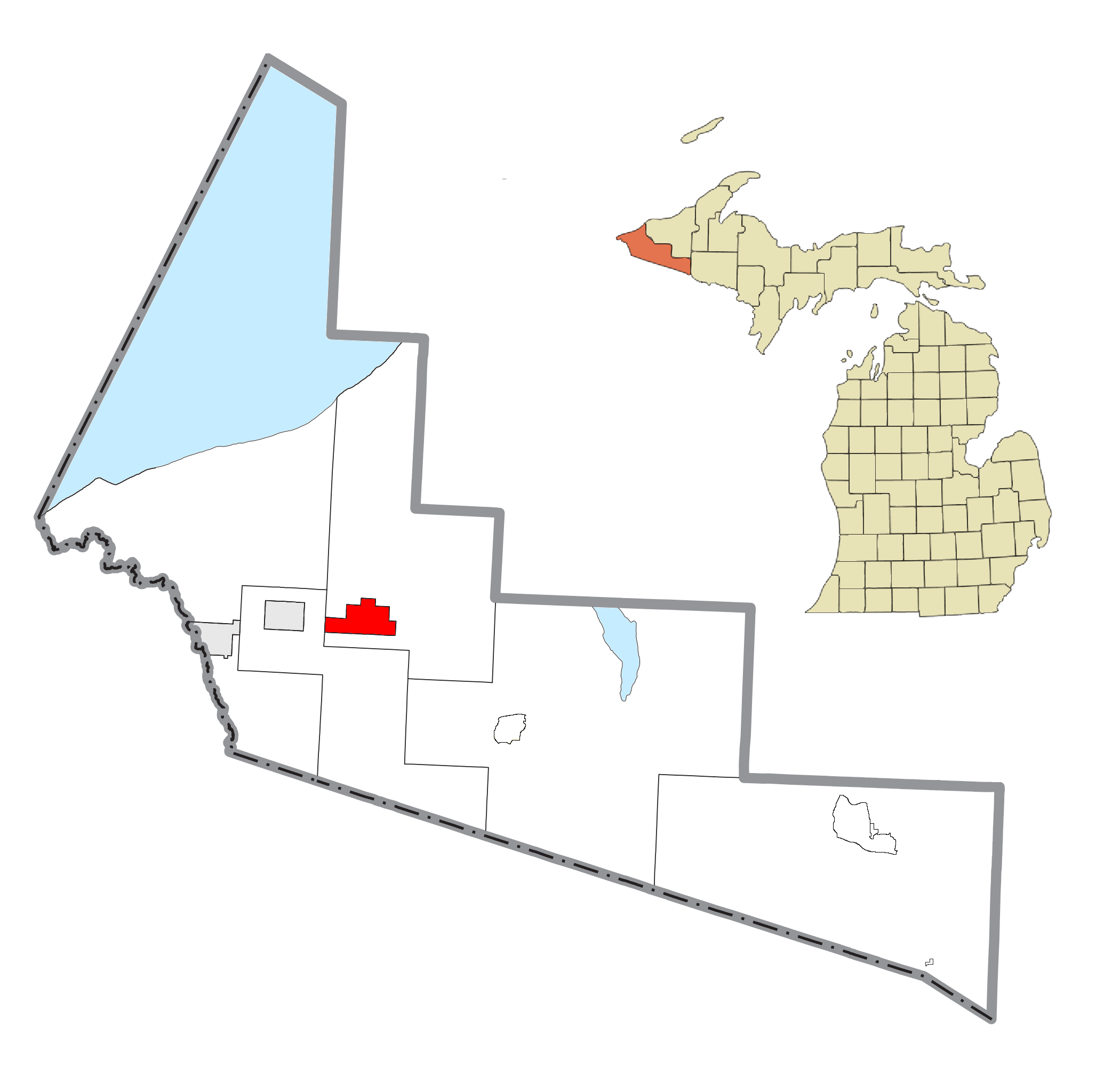

웨이크필드(Wakefield)는 미국 미시간주 고게빅군의 도시이다. 2020년 미국 인구 조사 기준 인구 수는 1,702명이다.
위스콘신주 경계에서 16킬로미터 떨어진 어퍼반도 서쪽에 위치해 있다.

## 인구
| 인구조사              | 인구  | Note | %±     |
| --------------------- | ----- | ---- | ------ |
| 1900년                | 1,191 |      | —      |
| 1910년                | 714   |      | −40.1% |
| 1920년                | 4,151 |      | 481.4% |
| 1930년                | 3,677 |      | −11.4% |
| 1940년                | 3,591 |      | −2.3%  |
| 1950년                | 3,344 |      | −6.9%  |
| 1960년                | 3,231 |      | −3.4%  |
| 1970년                | 2,757 |      | −14.7% |
| 1980년                | 2,591 |      | −6.0%  |
| 1990년                | 2,318 |      | −10.5% |
| 2000년                | 2,085 |      | −10.1% |
| 2010년                | 1,851 |      | −11.2% |
| 2020년                | 1,702 |      | −8.0%  |
| U.S. Decennial Census |       |      |        |